# Plošinovka

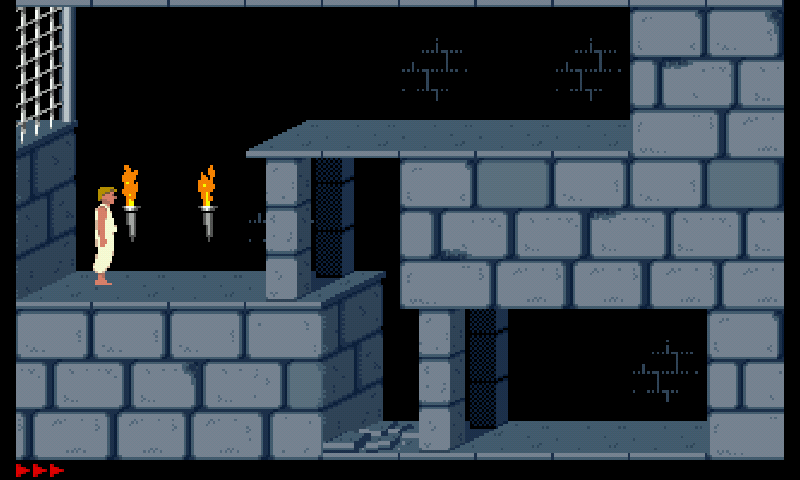
Plošinovka Prince of Persia

Plošinovka (někdy též skákačka, hopsačka nebo platformovka; anglicky platform game, platformers) je videoherní žánr. Úkolem hráče je dostat se z jednoho místa na druhé. Cestu mu většinou znepříjemňují různé pasti a protivníci. V některých hrách tohoto typu se musí hráč protivníkům vyhýbat nebo naopak s nimi bojovat. Cestou hráč sbírá různé předměty, které mu mohou pomoci. Hry jsou většinou arkády – obtížnost se postupně stupňuje a zvyšuje se počet pastí. Plošinovky prověřují postřeh a hbitost hráče.

## Historie

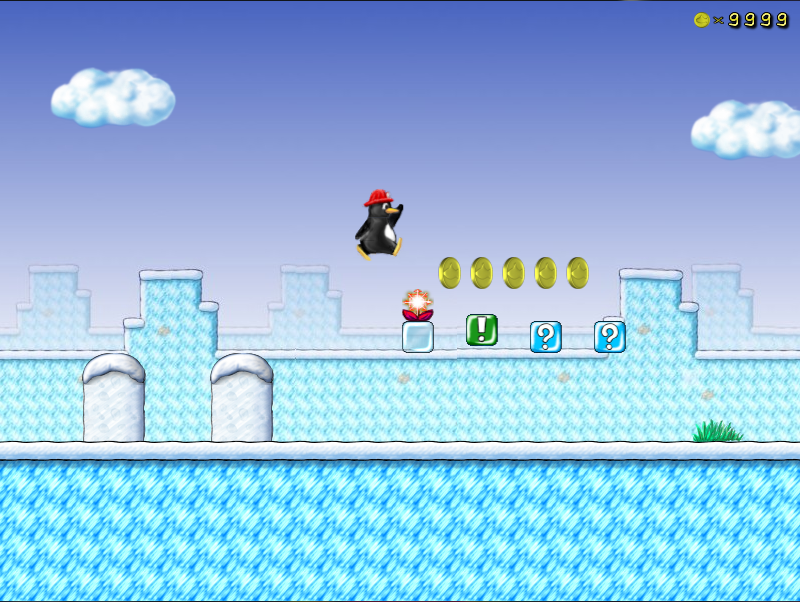
Plošinovka SuperTux

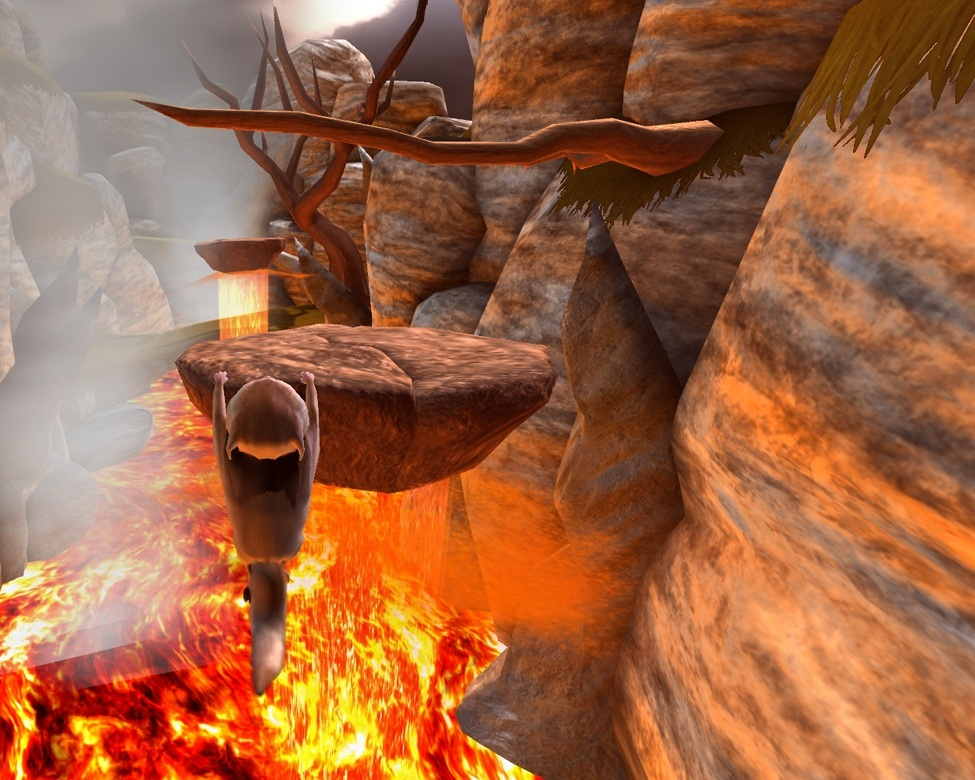
3D plošinovka Yo Frankie!

Plošinovky se poprvé objevily v roce 1980. Tehdy ještě nebyly herní konzole, schopné zobrazit trojrozměrný obraz, byly omezeny statickým herním světem a hrdina byl viděn pouze z profilu.
Ve hře Pitfall! z roku 1982 se poprvé objevila technologie na sebe navazujících obrazovek.
V roce 1985, společnost Nintendo vydala pro konzoli Nintendo Entertainment System revoluční plošinovku Super Mario. Hra byla naplněna velkými a složitými úrovněmi. Stala se příkladem pro budoucí tvůrce hry, a dokonce i dnes ji mnozí lidé považují za jednu z nejlepších videoher. Hra měla fantastickou popularitu. Prodalo se 40 milionů kusů, čímž se hra zapsala do Guinnessovy knihy rekordů. Hlavní postava Mario se díky tomu stal symbolem firmy Nintendo.
V 90. letech se začaly vyvíjet 3D platformové hry. Od roku 1995 byly vydané čtyři první 3D platformové hry s názvem Jumping Flash! a Crash Bandicoot pro PlayStation, Bug! pro Sega Saturn a Windows a Super Mario 64 pro Nintendo 64.

## Příklady her
- Donkey Kong (Nintendo, 1981)
- Pitfall! (Activision, 1982)
- Miner 2049er (Big Five Software, 1982)
- Jumpman (Epyx, 1983)
- Manic Miner (Bug-Byte, 1983)
- Chuckie Egg (A'n'F, 1983)
- Monty on the Run (Gremlin Graphics, 1985)
- Super Mario (Nintendo, 1985)
- Metroid (Nintendo, 1986)
- Mega Man (Capcom, 1987)
- Haunted Castle (Konami, 1988)
- Captain Comic (Michael Denio, 1988)
- Prince of Persia (Brøderbund, 1989)
- Sonic the Hedgehog (Sega, 1991)
- Earthworm Jim (Shiny Entertainment, 1994)
- Donkey Kong Country (Rareware, 1994)
- Crash Bandicoot (Naughty Dog, 1996)
- Super Mario 64 (Nintendo, 1996)
- Bubsy 3D (Accolade, 1996)
- Tomb Raider (Core Design, 1996)
- Abe's Oddysey (GT Interactive, 1997)
- Croc: Legend of the Gobbos (Argonaut Games, 1997)
- Castlevania: Symphony of the Night (Konami, 1997)
- Super Monkey Ball (SEGA, 2001)
- Cave Story (Videojoc lliure, 2004)
- Transformice (Atelier 801, 2010)
- Pony Island (Daniel Mullins Games, 2016)
- Getting Over It with Bennett Foddy (Bennett Foddy, 2017)
- Little Nightmares (Bandai Namco, 2017)